# Supertaça Cândido de Oliveira 2022
La Supertaça Cândido de Oliveira 2022 è stata la 45ª edizione di tale competizione, la 22ª a finale unica. 
Si è disputata il 30 luglio 2022 tra il Porto, vincitore della Primeira Liga 2021-2022 e della Taça de Portugal 2021-2022, e il Tondela, finalista della Taça de Portugal 2021-2022. 
, vedendo trionfare il Porto alla sua ventitreesima affermazione su 31 partecipazioni..

## Le squadre
| Squadre | Qualificazione                                                             | Partecipazioni precedenti (il grassetto indica la vittoria) |
| ------- | -------------------------------------------------------------------------- | --- |
| Porto   | Vincitore della Primeira Liga 2021-2022 e della Taça de Portugal 2021-2022 | 30 (1981, 1983, 1984, 1985, 1986, 1988, 1990, 1991, 1992, 1993, 1994, 1995, 1996, 1997, 1998, 1999, 2000, 2001, 2003, 2004, 2006, 2007, 2008, 2009, 2010, 2011, 2012, 2013, 2018, 2020) |
| Tondela | Finalista della Taça de Portugal 2021-2022                                 | Esordiente |

## Tabellino
| Arbitro: | Manuel Mota |

|                                 |           |  |
| Taremi M. 30’ 82’ Evanilson 33’ | Marcatori |  |